# Цвијићева медаља
Цвијићева медаља је било одликовање Савезне Републике Југославије  и Државне заједнице Србије и Црне Горе. Медаља је установљена 4. децембра 1998. године доношењем Закона о одликовањима СРЈ. Додељивао га је председник Републике, а касније председник Државне заједнице СЦГ. Додјељивана је за изузетно лично остварење у области природних, медицинских и техничких наука.
Српско географско друштво је 1935. установило медаљу „Јован Цвијић” – до 2012. је одликовано 62 појединца и 13 институција.

## Изглед ордена
Цвијићева медаља је кружног облика са спуштеним спољним рубом, која на предњој страни садржи портрет Јована Цвијића у рељефу. Око портрета налази се натпис: "Јован Цвијић". На задњој страни медаље, у средини, представљена је Земљина кугла изведена у сферичном рељефу тако да у центру доминира Балканско полуострво са Јадранским морем и околним карактеристичним географским рељефима. Земљину површину опасују меридијани и паралеле. Око Земљине кугле налази се кружни прстен на коме је рељефним словима написано: "Човек, природа и наука". У склопу натписа лијево и десно рељефно изведена је по једна ружа ветрова. Медаља је кована од сребра и има пречник 50мм. На горњем дијелу медаље налази се посребрена розета израђена од томбака, пречника 26мм. У средини розете је позлаћени грб Савезне Републике Југославије, висине 14мм, који је са лијеве стране овјенчан липовом гранчицом, а са десне стране ловоровом гранчицом. Обије гранчице су доле спојене машном, а вијенац који оне чине отворен је у горњем дијелу. Цијели вијенац је испуњен зеленим емајлом, а кружна површина између вијенца и грба је црвено емајлирана. Медаља и розета су алком спојене тако да чине једну цјелину. На наличју розете налази се аплциирана ушка за провлачење траке одликоваља. Трака медаље израђена је од тамноцрвене моариране свиле, ширине 40мм. Цвијићева медаља носи се на траци око врата.

## Добитници
- Јефта Козарски (1999)[4]
- Бела Балинт (2001)[5]